# PB21型电力机车
PB21型电力机车（俄语：ПБ21）是苏联铁路的电力机车车型之一，适用于直流电气化铁路，于1934年研制成功，但未投入批量生产。

## 发展历史

### 背景
1930年代初，苏联先后从美国通用电气公司和意大利布朗·包维利技术机械公司引进国外先进的直流电力机车。同时，通过通用电气公司授权的技术转让，苏联的迪纳摩工厂和科洛姆纳工厂也于1932年开始生产国产化的电力机车。自此，由美国、意大利、苏联生产的S、Ss、SI型电力机车，构成了苏联铁路“苏拉姆斯基”（Сурамского）系列电力机车，也为苏联电力机车发展奠定了基础。1932年，迪纳摩工厂和科洛姆纳工厂成功研制了VL19型电力机车。然而，这些电力机车由于构造速度较低，不太适合用于牵引快速旅客列车。为了满足电气化区段的客运牵引需要，苏联铁路需要一种性能上能与IS型蒸汽机车媲美的快速电力机车。

### 研制
1933年，迪纳摩工厂和科洛姆纳工厂完成了一种新型客运电力机车的技术设计方案。为了获得较大的单轴功率，机车采用双重式牵引电动机，即由两台较小功率的电动机整合成一台较大功率的电动机，向一根车轴传递扭矩。这种机车采用2-Co-2轴式，每台机车设有三根动轴，并采用了与VL19型电力机车大致相同的牵引电路相同及大多数的电气设备。为了更平均的分配机车重量，机车两端分别各设有一台双轴导轮转向架。
1934年4月，根据苏共中央委员会中央政治局的指示，这种新型客运电力机车被定型为PB21型，机车的电气设备由迪纳摩工厂生产，机械结构及总组装由科洛姆纳工厂完成。

### 试验

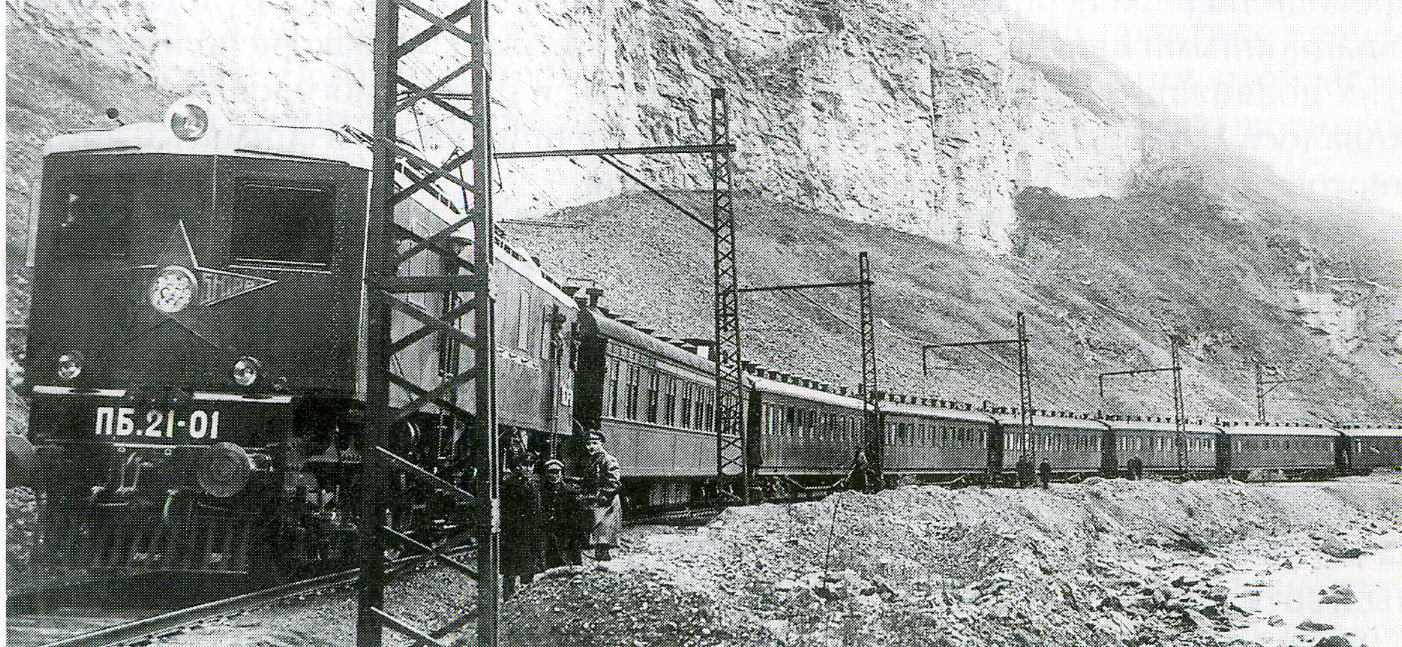
在外高加索铁路哈舒里至哥里区段试验的PB21型电力机车

1934年10月22日，PB21-01号机车于北方铁路局莫斯科至扎戈尔斯克区段，在1500伏的接触网电压下进行了第一次试运行。当完成约1000公里的试运行后，这台机车转送往外高加索铁路局。同年12月22日，PB21-01号机车于哈舒里至哥里区段进行首次网压3000伏的试运行，最高运行速度达到110公里/小时。1934年12月24日至1935年1月5日，机车牵引总重713吨的试验列车完成了牵引性能试验，在平直线路上平衡速度达到98公里/小时，并能以60公里/小时通过10‰的坡道，最高试验速度达到127公里/小时。PB21-01号机车随后又担当了第比利斯至哈舒里的牵引交路，显示出良好的牵引性能。当机车牵引总重600吨（12节编组）的旅客列车，最高速度可达100公里/小时，并能以70公里/小时通过10‰的坡道，比Su型蒸汽机车的30公里/小时大为提高。

### 运用
PB21-01号机车完成试验后，在外高加索铁路第比利斯至哈舒里区段投入运用。但由于在单线铁路上快速客运电力机车无法充分发挥其牵引性能，这台机车于1940年改配属北方铁路局莫斯科-3机务段，并于1941年2月开始在莫斯科至亚历山德罗夫区段担当牵引旅客列车。1942年1月，因应战争时期军事运输的需要，PB21-01号机车改配属彼尔姆铁路局丘索夫斯卡亚机务段。从1954年4月至1955年2月，PB21-01号机车再次回到外高加索铁路，牵引第比利斯至哈舒里区段的旅客列车。1961年，PB21-01号机车在佩罗夫斯基电力机车车辆修理厂进行修理，但由于当时新一代的ChS1、ChS2型电力机车已经投入服务，PB21-01号机车于同年停运。

## 车辆保存

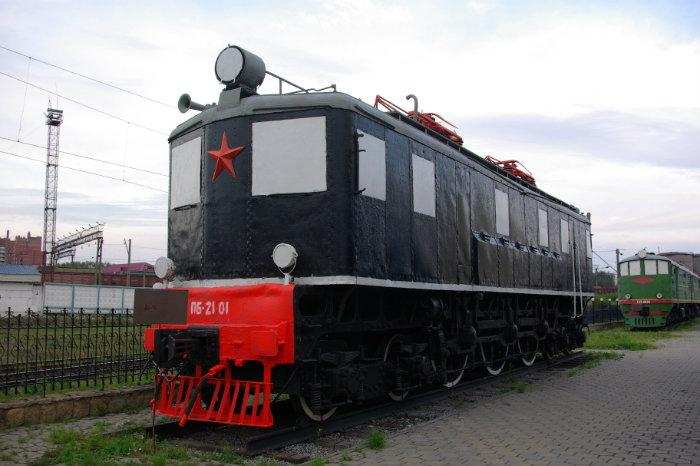
保存在叶卡捷琳堡的PB21-01号机车

PB21-01号机车退役后，于1961年开始被安置在彼尔姆-2机务段作为一座纪念碑。2003年，机车被转移到叶卡捷琳堡铁路运输博物馆存放。

## 参看
- VL19型电力机车
- VL22型电力机车
- 苏联铁路S型电力机车
- 苏联铁路Ss型电力机车
- 苏联铁路SI型电力机车